# Palamopogon longibarbus
Palamopogon longibarbus là một loài ruồi trong họ Asilidae. Palamopogon longibarbus được Loew miêu tả năm 1857.